# Нарышкин, Лев Александрович (1733)
Лев Александрович Нарышкин (26 февраля (9 марта) 1733, Санкт-Петербург, — 10 (21) декабря 1799, Санкт-Петербург) — обер-шталмейстер из рода Нарышкиных, знаменитый придворный балагур и повеса времён Петра III и Екатерины II.

## Биография
Младший сын Александра Львовича Нарышкина (двоюродного брата Петра Великого) и статс-дамы Елены Александровны Апраксиной (внучки Петра Матвеевича Апраксина). Службу начал в Преображенском полку; в 1751 году был назначен камер-юнкером при дворе великого князя Петра Фёдоровича. В 1756 году получил чин камергера, а через год был награждён орденом Святой Анны I степени. 10 февраля 1761 года был награждён орденом Святого Александра Невского.
После того, как 25 декабря на престол вступил Пётр III, Нарышкин стал одним из его фаворитов. 28 декабря ему было пожаловано 16000 рублей из денег камер-конторы. 1 января 1762 года он был произведен в шталмейстеры с рангом и жалованьем действительного генерал-поручика; 10 февраля получил в подарок каменный дом; 16 февраля, вследствие упразднения Канцелярии тайных и розыскных дел, был назначен вместе с А. П. Мельгуновым и Д. В. Волковым для приёма в Санкт-Петербурге доносов об умысле по 1-му или 2-му пункту. 17 мая в заведование Нарышкина было отдано соединённое управление главной конюшенной канцелярии и придворной конторы; в июне он получил орден Святого апостола Андрея Первозванного.
До самой кончины Петра III Нарышкин находился при нём неотлучно, и по вступлении Екатерины II на престол был арестован в Ораниенбауме в числе приверженцев императора. Арест его был, однако, непродолжителен, и Екатерина II стала по-прежнему милостиво относиться к Нарышкину, и в день своей коронации, 22 сентября 1762 года, пожаловала в обер-шталмейстеры. В 1766 году он сопровождал великого князя Павла Петровича в Берлин. В следующем году Нарышкин был избран депутатом от дворян Перемышльского и Воротынского уездов в Законодательную комиссию, попав вместе с тем и в члены Комиссии о благочинии. Посещая заседания комиссии, он не проявил особой активности в её работе, хотя имя его и попадается иногда в числе лиц, подписавших то или другое заявление о согласии или разногласии с каким-либо положением, выработанным комиссией.
Находясь при особе государыни, Нарышкин всю свою жизнь провел в придворном кругу. Он сопровождал императрицу в её путешествиях в 1780—1786 годах в Белоруссию, Вышний Волочек и Крым.
Нарышкин отличался необыкновенным хлебосольством и страстью устраивать великолепные и шумные балы, маскарады и пикники. Один из маскарадов, данный Нарышкиным для Екатерины ІІ в 1772 году, стоил ему 300000 рублей. Описание этого маскарада было сделано в тогдашних «Санкт-Петербургских ведомостях». Его дом был всегда с утра до вечера открыт для посетителей, причём хозяин не знал многих своих гостей и по фамилии, но всех принимал с одинаковым радушием.
Умер 10 (21) декабря 1799 года, незадолго до смерти пожалованный в действительные камергеры. Был похоронен в Благовещенской церкви Александро-Невской лавры.

## Место в истории
Несмотря на то, что Нарышкин не занимал крупных постов, сам он по этому поводу нисколько не расстраивался, поскольку и не стремился к этому — но всегда гордился своей родовитостью, будучи двоюродным племянником Петра I.
Нарышкин был необыкновенно популярен в петербургском обществе и считался, пожалуй, самой яркой звездой среди придворных Екатерины, внося в их круг веселость и оживление и являясь, по сути, главным шутом двора. Его веселый, добродушный характер, общительность и остроумие снискали ему расположение Петра III, обычно подозрительно относившегося к придворным своей супруги. М. М. Щербатов в сочинении «О повреждении нравов в России», характеризуя Петра III, писал:

Сей Государь имел при себе главного своего любимца — Льва Александровича Нарышкина, человека довольно умного, но такого ума, который ни к какому делу стремления не имеет, труслив, жаден к честям и корысти, удобен ко всякому роскошу, шутлив, и, словом, по обращениям своим и по охоте шутить более удобен быть придворным шутом, нежели вельможею. Сей был помощник всех его страстей.

Екатерина II, будучи очень невысокого мнения о дарованиях и нравственных качествах Нарышкина и называя его то «прирождённым арлекином», то «слабой головой, бесхарактерным» или, наконец, «человеком незначительным», тем не менее, очень ценила его общительный характер и умение развлекать общество:

Он был способен создавать целые рассуждения о каком угодно искусстве или науке; употреблял при этом технические термины, говорил по четверти часа и более без перерыву, и в конце концов ни он и никто другой ничего не понимали во всем, что лилось из его рта потоком вместо связанных слов, и все под конец разражались смехом.

Более того, когда в 1783 году на страницах журнала «Собеседник любителей российского слова» скрывшийся под маской анонима Д. И. Фонвизин обратился к Екатерине II с вопросом, намекающим на Нарышкина: «Отчего в прежние времена шуты, шпыни и балагуры чинов не имели, а ныне имеют и весьма большие?», — он получил от Екатерины весьма жесткую отповедь.
Оригинальная личность Нарышкина отразилась на некоторых литературных произведениях императрицы. Так, она вывела его в своей комедии L’Insouciant и в двух юмористических очерках: Relation authentique d’un voyage outre-mer, que sir Leon grand’ecuyer aurait entrepris par l’avis de ses amis и Leoniana ou faits et dits de sir Leon, grand’ecuyer, recueillis par ses amis. Нарышкин не был писателем, но его интерес к литературе и её деятелям достаточно засвидетельствован; в частности, Н. И. Новиков посвятил ему 2-е издание своего «Трутня».
Державин, посвятивший Нарышкину два стихотворения, писал о нём:

Он был весьма острый и сметливый человек, а ежели бы не напустил на себя шутовства и шалости, то мог бы по своему уму быть хороший министр или генерал.

А из посмертных отзывов о Нарышкине характерен следующий:

Он был вельможа тем более опасный, что под видом шутки, всегда острой и язвительной, умел легко и кстати высказывать самую горькую правду.

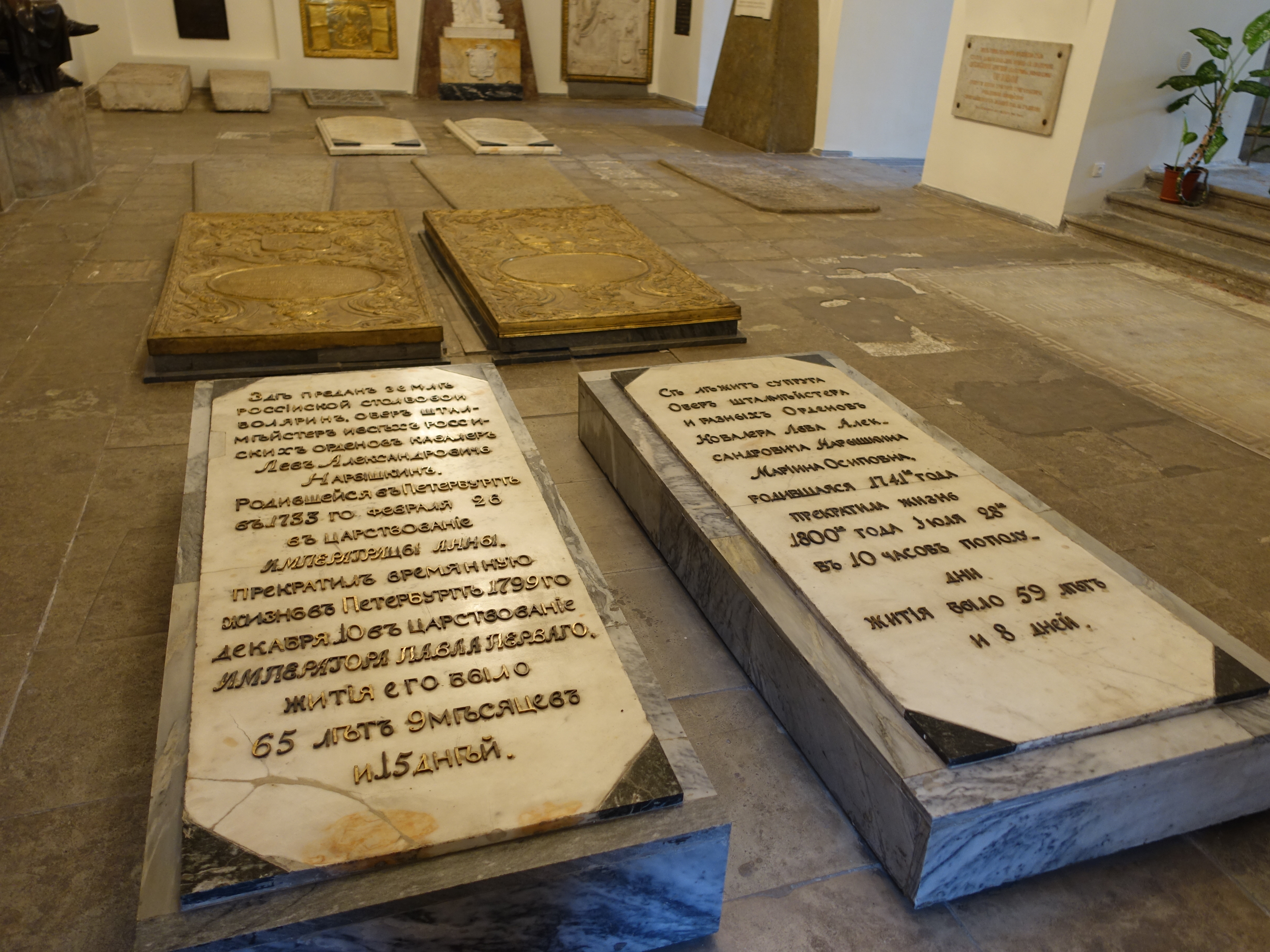
Надгробные плиты Л. А. Нарышкина с супругой в Благовещенской церкви Александро-Невской лавры

## Семья

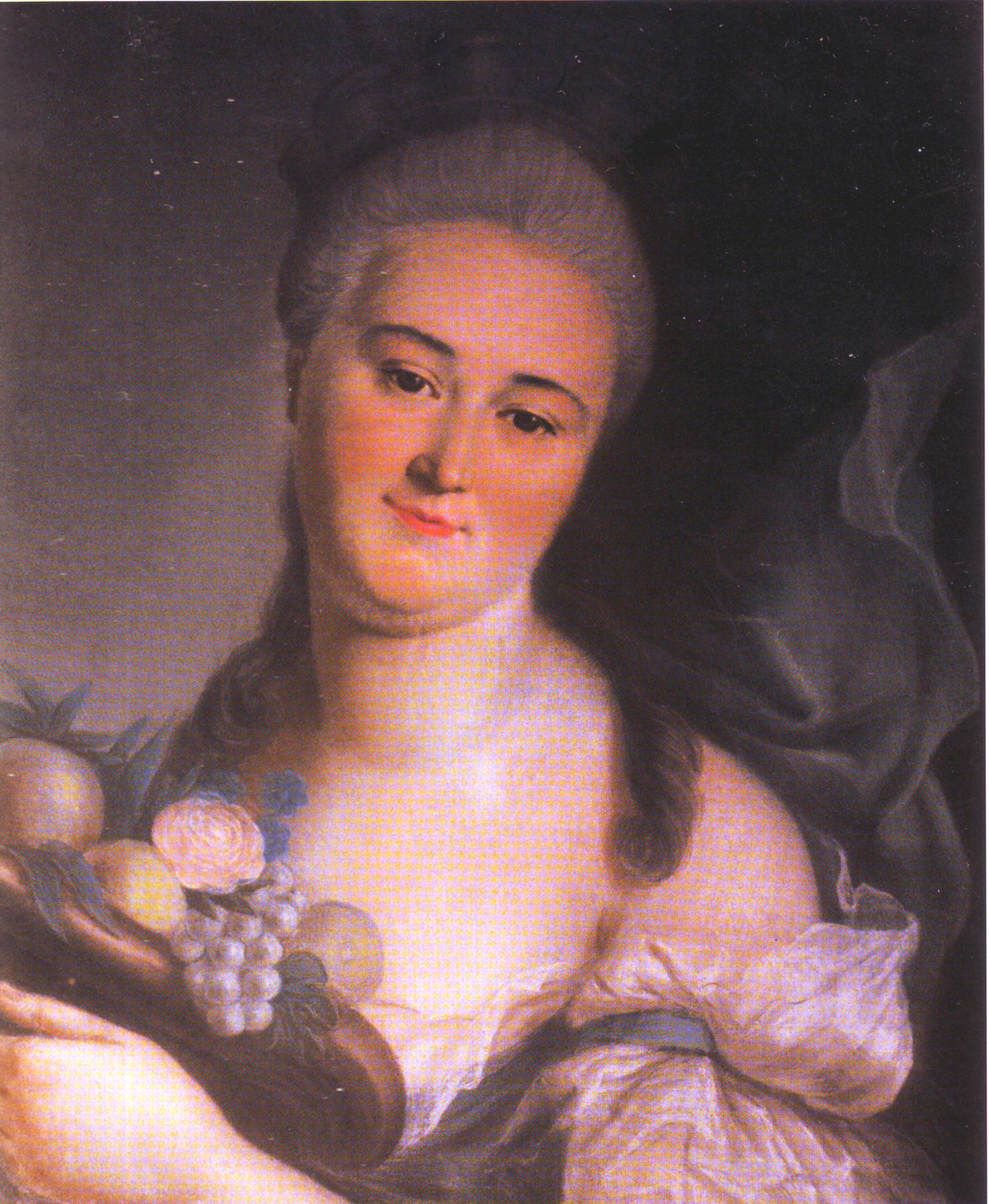
Марина Осиповна Нарышкина-Закревская, 1756 год

Был женат с 22 февраля 1758 года на Марине Осиповне Закревской (1741—1800), дочери малороссийского генерального обозного Осипа Лукьяновича Закревского и Анны Григорьевны Разумовской. В 1755 году Марина Осиповна была взята ко двору и сделана фрейлиной; благодаря своей красоте и покровительству великой княгини Екатерины Алексеевны, она скоро вышла замуж за Л. А. Нарышкина. Устроила эту свадьбу сама великая княгиня, которая писала в своих записках:
В один из четвергов к концу масленой, когда у нас был бал, я уселась между невесткой Льва Нарышкина и её сестрой Сенявиной, и мы смотрели, как танцует менуэт Марина Осиповна Закревская, фрейлина императрицы, племянница графов Разумовских; она тогда была ловка и легка, и говорили, что граф Горн в неё сильно влюблен; но так как он был всегда влюблён в трёх женщин сразу, то он ухаживал также за графиней Марией Романовной Воронцовой и за Анной Алексеевной Хитрово, тоже фрейлиной Её Императорского Величества.
Мы нашли, что первая танцует хорошо и довольно мила собой; она танцевала со Львом Нарышкиным. По этому поводу его невестка и сестра рассказали мне, что его мать поговаривает о том, чтобы женить Льва Нарышкина на девице Хитрово, племяннице Шуваловых по матери… Ни Сенявиной, ни её невестке вовсе не было дела до родства с Шуваловыми, которых они не любили, как я уже раньше это сказала; что касается Льва, он и не знал, что мать думает его женить; он был влюблён в графиню Марию Воронцову, о которой я только что упоминала. Услышав это, я сказала Сенявиной и Нарышкиной, что нельзя допускать этого брака, который устраивала его мать, с девицей Хитрово, а её никто терпеть не мог, потому что она была интриганка, сплетница и пустая крикунья, и что, для того чтобы покончить с подобными планами, надо дать Льву в жены кого-нибудь в нашем духе, и для этого выбрать вышеупомянутую племянницу графов Разумовских…
После свадьбы Марина Осиповна целиком отдалась семейной жизни, устройству и управлению обширными поместьями своего супруга, не покидая вместе с тем и двора. Управляя домашней экономией, Марина Осиповна выдавала мужу «на шалости и на покупку всякого вздора» не более, как по рублю в день. 5 апреля 1797 года она была пожалована в статс-дамы и получила орден Св. Екатерины II степени. В 1799 году, незадолго до её смерти, Г. Р. Державин написал стихи на её день рождения. Умерла она 28 июля 1800 года в Петербурге и погребена в Александро-Невской лавре.
В браке Нарышкины имели 2 сыновей и 5 дочерей:
- Александр Львович (1760—1826), обер-гофмаршал, обер-камергер. Был женат на фрейлине и статс-даме Марии Алексеевне Сенявиной (1762—1822).
- Наталья Львовна (1761—1819), фрейлина, с 1781 года замужем за графом И. А. Соллогубом (ум. 1812);  у них сын Лев, внук Владимир.
- Екатерина Львовна (1762—1820), фрейлина, с 1782 года замужем за графом Ю. А. Головкиным (1762—1846).
- Дмитрий Львович (1764—1838), обер-егермейстер. Был женат на известной красавице и фаворитке княжне Марии Антоновне Святополк-Четвертинской (1779—1854).
- Анна Львовна (1766—1826), фрейлина двора, была замужем за польским князем Понинским.
- Мария Львовна (1767—после 1812), прекрасно пела и играла на арфе, в 1789 году в неё был влюблен Г. А. Потёмкин, позже стала третьей женой князя Феликса Станиславовича Любомирского (1747—1819).
- Елизавета Львовна (1770—1795), умерла девицей.

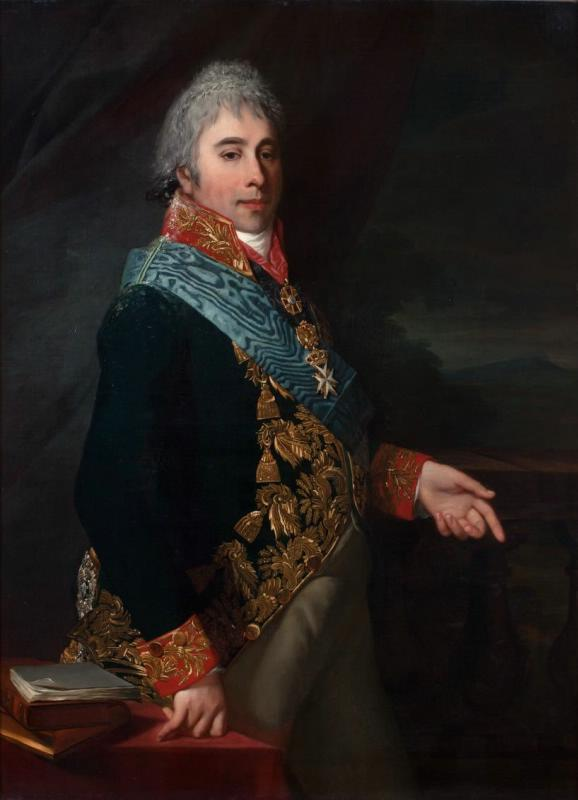
Александр Львович, сын
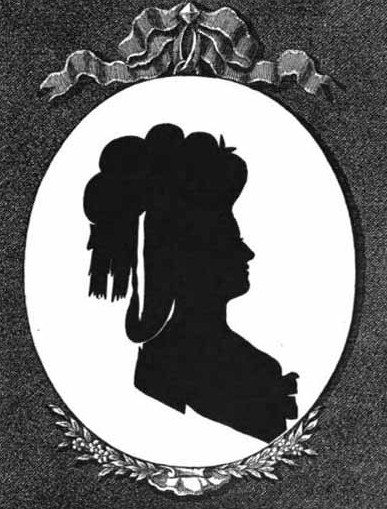
Наталья Львовна, дочь
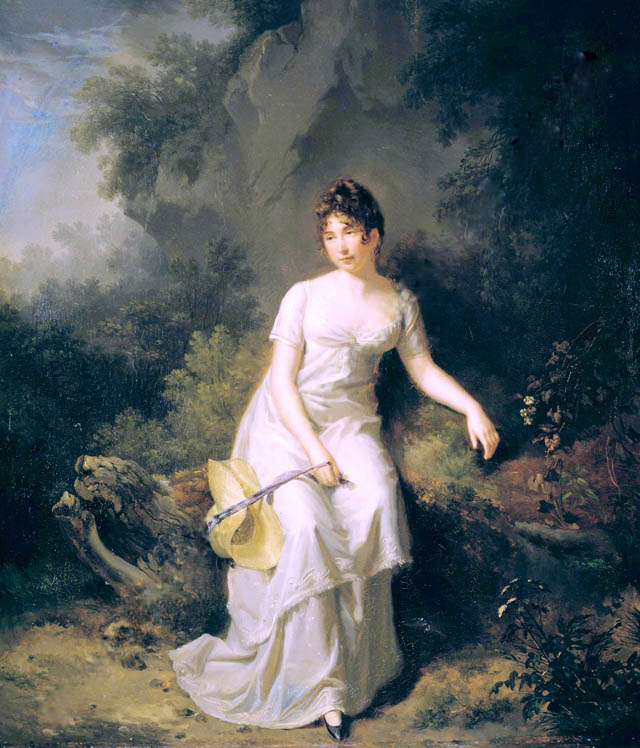
Екатерина Львовна, дочь
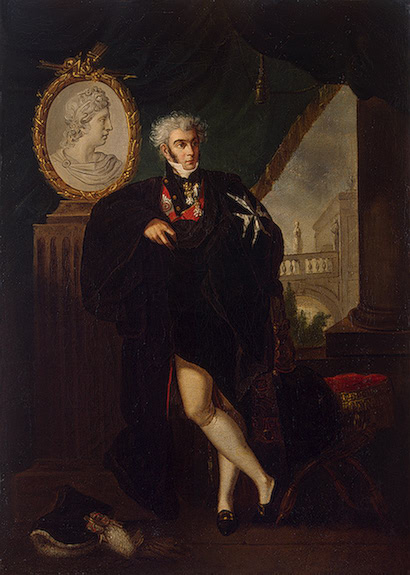
Дмитрий Львович, сын
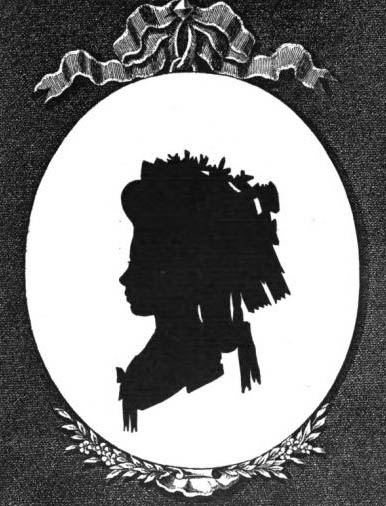
Анна Львовна, дочь
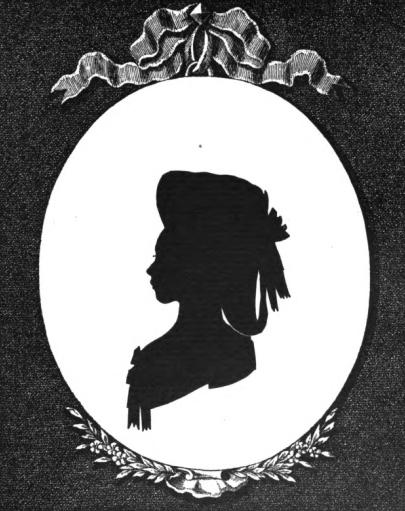
Елизавета Львовна, дочь